# Hrabstwo Chesterfield (Wirginia)

Piramida wieku hrabstwa

Hrabstwo Chesterfield – hrabstwo w USA, w stanie Wirginia, według spisu z 2000 roku liczba ludności wynosiła 306000. Siedzibą hrabstwa jest Chesterfield.

## Geografia
Według spisu hrabstwo zajmuje powierzchnię 1132 km², z czego 1103 km² stanowią lądy, a 29 km² – wody.

### CDP
- Bellwood
- Bensley
- Bon Air
- Brandermill
- Chester
- Enon
- Ettrick
- Manchester
- Matoaca
- Meadowbrook
- Rockwood
- Woodlake